# Guanidyna
Guanidyna (iminomocznik) – organiczny związek chemiczny, należący do grupy imin, jest pochodną mocznika. Pochodnymi guanidyny są m.in. kreatyna, arginina, TBD. Ma silne właściwości zasadowe. Jest używana do syntezy innych ważnych związków np. barwników, leków.